# Лиссов, Антон Сергеевич
Антон Сергеевич Ли́ссов (при рождении — Буре́нин; род. 17 августа 1979, Ленинград) — российский музыкант, музыкальный продюсер и клипмейкер. Фронтмен и вокалист группы Jane Air, бывший бэк-вокалист и гитарист группы Little Big.

## Биография
Антон Буренин родился 17 августа 1979 года в Ленинграде, в семье петербуржцев: отец — Сергей Владимирович Буренин, работал в НИИ, мать — Марина Сергеевна, преподавателем. В 1996 году окончил гимназию 168 на Невском проспекте. В школе по настоянию матери увлекся музыкой и играл на гитаре. После окончания школы сразу пошел работать: трудился курьером, пекарем, охранником, торговал на рынке, дизайнером — разрисовывал потолки в сауне.
В 1998 году вместе с Сергеем Макаровым (Gokk) собрали группу Jane Air, в которую, впоследствии пришли Сергей Григорьев в 2000, и Антон Сагачко в 2002. В эти годы Антон в качестве сценического псевдонима взял фамилию бабушки — Лиссов, которая впоследствии стала официальной.

### Музыкальная карьера
В Jane Air Лиссов был вокалистом и автором текстов песен. В 2001 году группа дала первый концерт в культовом клубе «Молоко». В первом гастрольном туре группы в 2005 году Лиссов взял на себя обязанности продюсера группы.
Лиссов стал носителем эмо-культуры в группе и пропагандистом среди фанатов. В этом стиле были выдержаны альбомы «Pere-Lachaise: Любовь и немного смерти» и Sex and Violence. До 2007 года были сняты несколько ярких клипов, автором сценариев и продюсером которых также выступил Лиссов.
В 2008 году на гастролях в странах Балтии во время выступления Лиссову стало плохо и его госпитализировали с обострением аппендицита. В музыку вернулся в 2010 году.

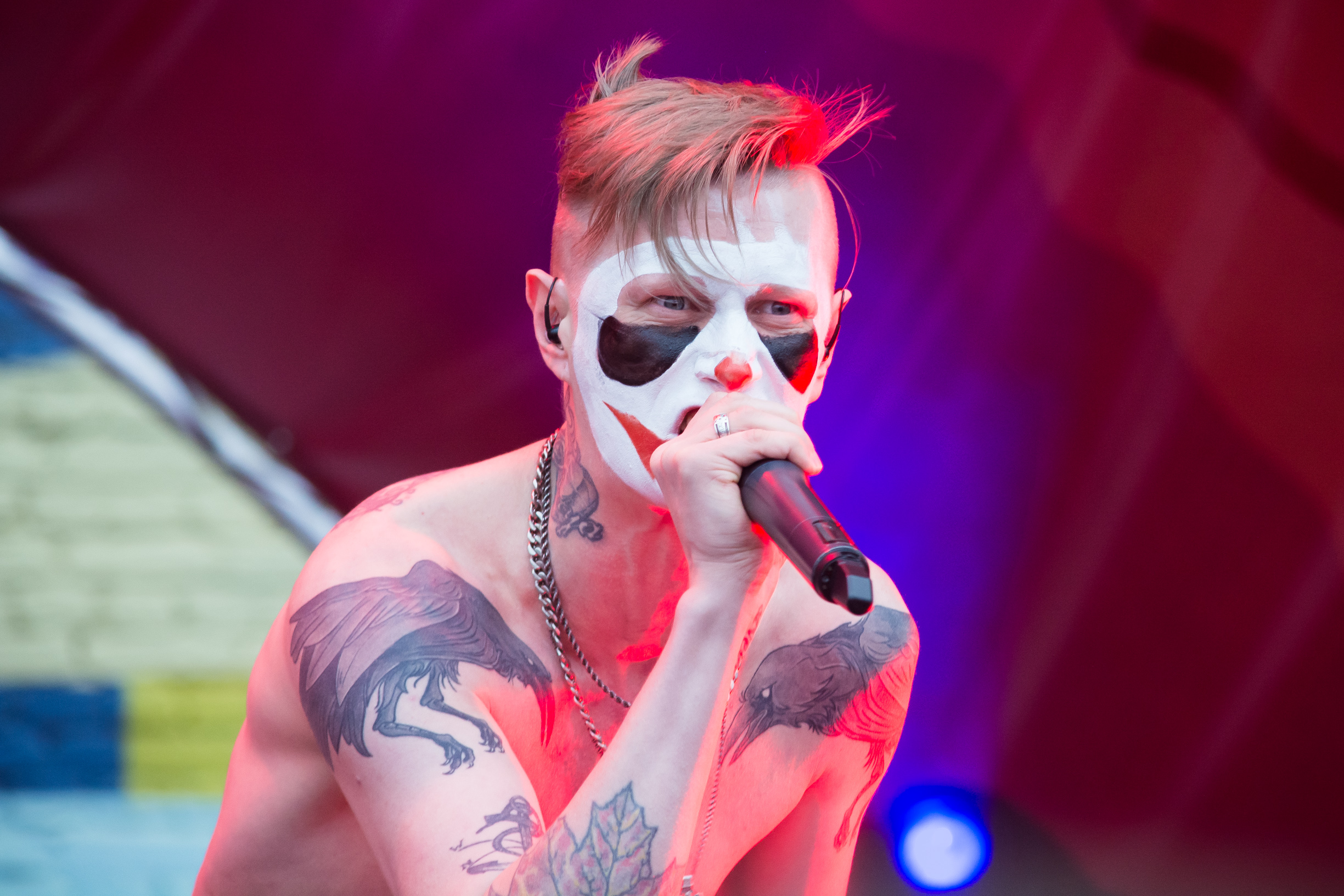
Антон Лиссов на концерте Little Big в 2016 году

В 2014 году по совету Сергея Макарова присоединился к музыкальному проекту Little Big и стал выступать в двух музыкальных коллективах: в Little Big как бэк-вокалист и гитарист, один из авторов текстов и музыки, также принимал участие в разработке сценариев для клипов, в Jane Air — как единственный вокалист, автор песен и музыки и основной продюсер.
В 2019 году исполнил одну из главных ролей в фильме «Порт».
В составе Little Big должен был отправиться на конкурс Евровидение в 2020 году с композицией «Uno», однако конкурс был отменён из-за пандемии COVID-19.
Сергей Макаров и Антон Лиссов гастролировали в составе панк-поп-рэйв группы Little Big начиная с 2013 и 2014 годов соответственно. Однако в 2022 году основная часть Little Big (Илья Прусикин, Софья Таюрская, режиссёр Алина Пязок) переехала в Лос-Анджелес и высказалась против вторжения России на Украину. Лиссов и Макаров остались в России и вернулись к своему изначальному музыкальному проекту Jane Air. Об окончательном исключении их из состава Little Big стало известно в ноябре 2022 года.
16 сентября 2022 группа Jane Air выпустила пластинку под названием «Миелофон».

### Личная жизнь
В 2012 году женился на Виктории Головачевой, в 2018 году стало известно о разводе пары. Второй супругой стала фотограф Анжелика Иванова — в 2020 году в семье родился сын Антон.